# 禔子內親王
禔子内親王（西元1005年(長保五年)－西元1048年(永承三年)），日本第六十七代三條天皇與藤原娍子皇后的第二皇女，與敦明親王、敦儀親王、敦平親王、當子內親王同母。長保五年生，寬弘八年封為內親王。萬壽三年，下嫁關白藤原教通。長久二年，授正二品。永承三年，薨，年四十三。